# Конституція Латвії

Латвійський прапор за чинною Конституцією.

Конститу́ція Латві́йської Респу́бліки (латис. Latvijas Republikas Satversme) — основний закон Латвії. Прийнята 15 лютого 1922 року. Набула чинності 7 листопада 1922 року. Складена на основі Веймарської конституції Німеччини. Проголошувала Латвію демократичною республікою. Частково обмежена після перевороту 15 травня 1934 року. Де-факто втратила чинність внаслідок радянської окупації Латвії в 1940 році й була послідовно замінена конституціями Латвійської РСР 1940 і 1978 років. Частково відновлена після проголошення незалежності Латвії в 1990 році. Повністю відновлена й набула чинності 6 липня 1993 року. Написана латиською мовою. З поправками на 2007 рік містить 8 глав, розділених на 115 статей. Конституція Латвії є найстарішою чинною у Східній Європі і шостою з найстаріших функціонуючих республіканських конституцій у світі.

## Історія
Конституція Латвії була прийнята Установчими зборами 15 лютого 1922 року. Вона набула чинності 7 листопада 1922 року. В розробку проекту латвійської конституції була покладена Конституція Веймарської республіки.
Згідно з Конституцією 1922 року Латвія проголошувалася демократичною республікою (стаття 1). В країні вводилося загальне, рівне і пряме виборче право при таємному голосуванні громадян, старше 21 року (статті 7-8). Сейм Латвійської республіки проголошувався найвищим органом влади в країні. Він єдиний мав право приймати закони (стаття 64), бюджет (стаття 66), ратифікувати міжнародні договори (стаття 68), висловлювати недовіру уряду (стаття 59).
15 травня 1934 року, внаслідок перевороту на чолі з президентом міністрів Карлісом Улманісом, дія Конституції 1922 року була частково обмежена.
Після радянської окупації і анексії Латвії в 1940 році чинна Конституція 1922 року була скасована. 25 серпня того ж року її замінила Конститутція Латвійської РСР прийнята на 2-й сесії Народного сейму. Новий основний закон було складено на базі Конституції СРСР 1936 року, так званої «Сталінскої конституції». Латвійська конституція 1940 року залишалася чинною до 1978 року.
18 квітня 1978 року, на 8-й сесії Верховної ради Латвійської РСР 9-го скликання, була прийнята нова конституція. Вона складалася з 173 статей. 1989 року до неї внесли поправку про державний статус латиської мови. 1990 року були вилучені положення про керівну роль КПРС та змінено державну символіку.
4 травня 1990 року Верховна рала Латвійської РСР проголосила відновлення незалежності Латвійської республіки та відновлення чинності статей Конституції 1922 року. Повністю стара конституція набула чинності 6 липня 1993 року, на початку діяльності П'ятого сейму. У перехідний період чинною лишалася конституція радянської Латвії 1978 року з поправками. Конституцію 1922 року було відновлено рішення 98 депутатів із 100. Латвія стала єдиною східноєвропейською державою, що відновила свою довоєнну конституцію після краху СРСР.
1998 року чинна Конституція Латвійської республіку була доповнена розділом про права людини. Після поправок 2007 року текст основного закону складають 115 статей (статті 1-116).
Згідно з правовою позицією Конституційного суду Латвії, поряд із Конституцією Латвійської Республіки силу конституційних законів визнаються норми Декларації про Латвійську державу від 27 травня 1920 року, Декларації незалежності та Конституційного закону від 21 серпня 1991 року, оскільки вони не замінені нормами Конституції.

## Структура
- Коротка преамбула: «Латвійський народ, у своїх вільно обраних Установчих Зборах, встановив для себе таку Конституцію».
- Глава 1. Загальні положення
- Глава 2. Сейм
- Глава 3. Президент держави
- Глава 4. Кабінет міністрів
- Глава 5. Законодавство
- Глава 6. Суд
- Глава 7. Державний контроль
- Глава 8. Основні права людини